# Rapa Nui – Rebellion im Paradies
Rapa Nui ist ein Abenteuerfilm des Regisseurs Kevin Reynolds aus dem Jahr 1994. Er wurde von Kevin Costner produziert.

## Handlung

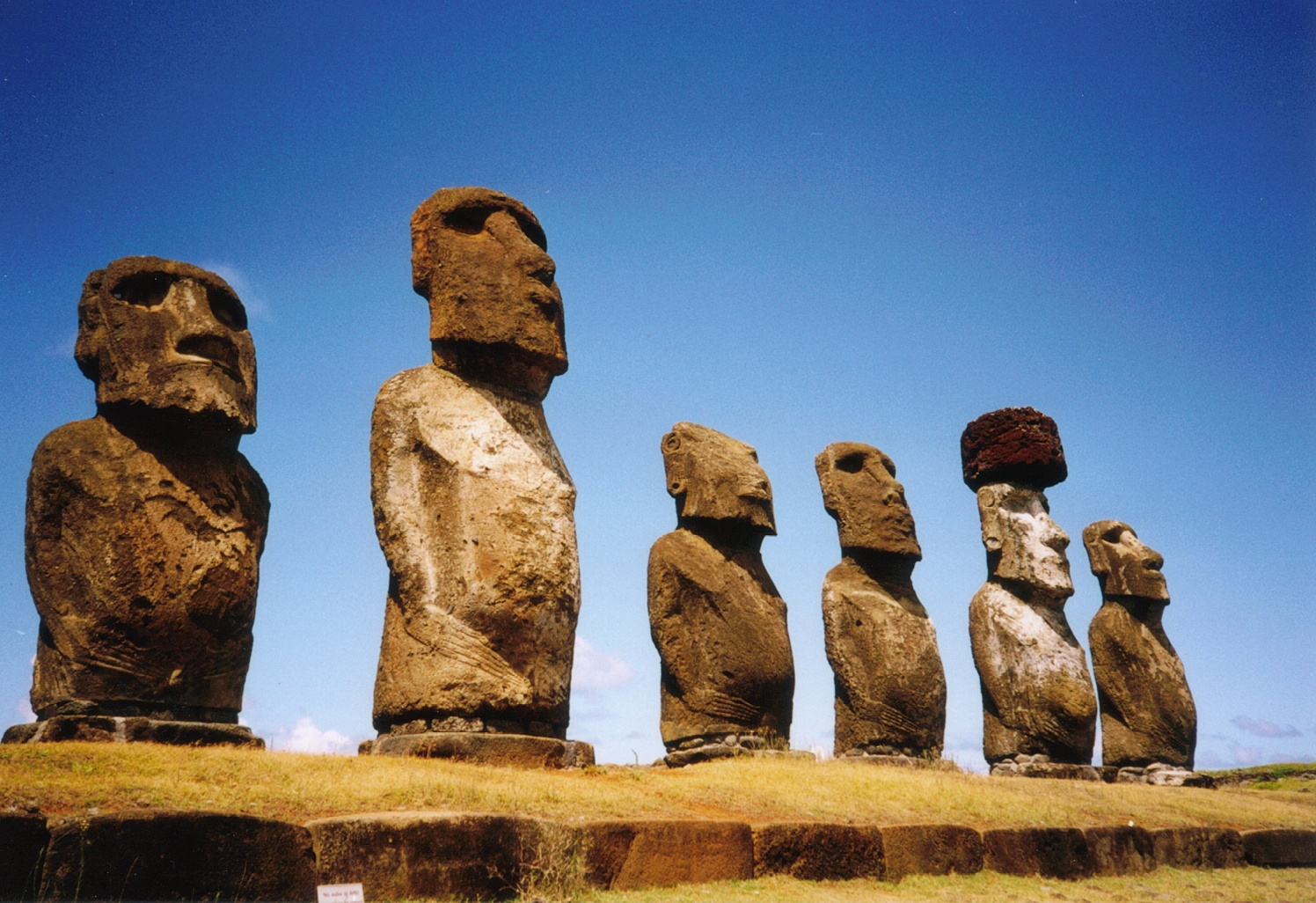
Moais

Rapa Nui spielt auf der Osterinsel, lange bevor diese 1722 von holländischen Seefahrern entdeckt wurde. Zu dieser Zeit gibt es laut Film zwei Stämme: Die Kurzohren und die Langohren. Die Langohren sind der Stamm, der das Sagen hat; die Kurzohren werden von ihnen unterdrückt und müssen die Arbeiten verrichten. Die Langohren stellen auch den Anführer, den sogenannten Vogelmann. Dieser gibt auch die Moai, die riesigen Kopf-Statuen, die man auf der Insel in großer Zahl sieht, in Auftrag. Diese Moai sollen den Göttern gefallen und sie dazu bringen, das mythische „Weiße Kanu“ zu schicken, um die Menschen von der durch Raubbau an der Natur heruntergewirtschafteten Insel zu retten. Der Vogelmann agiert ohne Rücksicht auf die schwindenden Ressourcen, was die Lage noch verschlimmert. Besonders die Kurzohren sind davon betroffen und werden immer unzufriedener.
Einer der Langohren, Noro, verliebt sich in die Kurzohr-Frau Ramana – eine Beziehung, die gesellschaftlich eigentlich nicht erlaubt ist. Als Noro den Vogelmann um Erlaubnis bittet, sie zu heiraten, fordert dieser, dass Ramana sechs Monde in die Jungfrauenhöhle verbannt wird, um ihre Liebe zu beweisen.
In dieser archaischen Gesellschaft wird der Vogelmann in einem Wettbewerb bestimmt, dessen Sieger bestimmen darf, wer der nächste Vogelmann wird. Dabei handelt es sich um eine Art Vierkampf, bestehend aus Laufen, Klettern, Schwimmen und Geschicklichkeit. Ziel ist es, auf einer Felseninsel ein Ei einer Rußseeschwalbe zu holen und dem zukünftigen Vogelmann zu übergeben. Zu diesem Wettbewerb sind normalerweise nur Langohren zugelassen; jedoch fordert Make (ein Kurzohr), ebenfalls teilnehmen zu dürfen. Der Vogelmann erlaubt es, jedoch nur unter der Bedingung, dass die Kurzohren einen Moai rechtzeitig fertigstellen. Nachdem der Vogelmann bereits dieses Zugeständnis gemacht hat, fordert Make auch noch, dass er Ramana heiraten darf, wenn er gewinnen sollte. Somit wird dieses Duell zum ultimativen Kampf zwischen zwei Männern: sie kämpfen um Ramana und Make um sein eigenes Leben.
Die Kurzohren setzen alles daran, den neuen Moai rechtzeitig fertigzustellen; sie holzen dazu sogar die letzten Bäume der Insel ab. Am Ende schaffen sie es aber noch, und Make darf am Wettkampf teilnehmen.
Während des Wettkampfes scheidet ein Konkurrent nach dem anderen aus, da sie entweder ihr Ei verlieren oder tödlich verunglücken. Am Ende bleiben nur Noro, Make und ein weiterer Konkurrent übrig. Dieser liegt an der letzten Hürde des Kampfes, einer Steilwand, hinter Noro und Make zurück, packt die beiden an ihren Füßen und hindert sie so am Weiterklettern. Noro und Make sind somit zur Zusammenarbeit genötigt, um weiterzukommen. Als schließlich Make freikommt, klettert er weiter, ohne Noro zu helfen, und kommt somit als erster oben an, stürzt jedoch auf den letzten Metern und zerstört dadurch das Ei: Sein Leben ist damit formal besiegelt. Dieses Ergebnis bringt einige der Kurzohren dazu, sich selbst zu töten. Nachdem sich Noro befreien kann, kommt er als Zweiter an und darf den nächsten Vogelmann wählen: seine geliebte Ramana. Durch diese Wahl wird das Leben seines früheren Freundes Make gerettet, jedoch würde dies schreckliche Folgen haben. Zur gleichen Zeit taucht das „weiße Kanu“ auf –  in Form eines Eisbergs. Einige der Langohren, darunter der Ex-Vogelmann, fliehen von Rapa Nui auf den vermeintlich rettenden Eisberg. Die zurückgebliebenen Langohren werden wenig später von den Kurzohren niedergemetzelt, nur Noro und Ramana gelingt die Flucht. Sie fahren mit einem Kanu aufs offene Meer hinaus. Im Abspann des Films wird erwähnt, dass die Pitcairninseln laut archäologischen Funden von der Osterinsel aus besiedelt wurden.

## Historische Genauigkeit
Die historischen Details des Films sind fragwürdig, und obwohl das zentrale Thema, die Zerstörung der unersetzlichen Wälder der Insel, gut belegt ist, ist die Vorstellung, dass dies zum Untergang der Rapa Nui führte, fragwürdig.|
Der Film kann als eine komprimierte Geschichte des Zusammenbruchs der Osterinsel-Zivilisation betrachtet werden. Der Kampf zwischen den Langohren und den Kurzohren geht auf die Legende der hanau epe (Langohren) zurück, die angeblich, wie im Film, fast alle von den hanau momoko (Kurzohren) getötet wurden, bis auf einen einzigen Überlebenden. Es gibt verschiedene Interpretationen dieser Geschichte, die von einem Klassenkampf, wie er im Film dargestellt wird, bis hin zu einem Zusammenstoß zwischen Migranten und Einheimischen reichen. Es gibt keine allgemein anerkannte Interpretation, und viele Wissenschaftler halten die Geschichte entweder für einen reinen Mythos oder für eine derart verstümmelte Version der realen Ereignisse, dass sie letztlich nicht zu entziffern ist. Es wurde argumentiert, dass die Namen „stämmige“ und „schlanke“ Völker bedeuten könnten, nicht lang- und kurzohrige.
Die Abholzung der Wälder ist eine Tatsache in der Geschichte der Insel, die möglicherweise zu einer weit verbreiteten Hungersnot aufgrund des ökologischen Zusammenbruchs und eines katastrophalen Bevölkerungsrückgangs geführt hat, begleitet von Kriegen zwischen den Clans um die Kontrolle der schwindenden Ressourcen. Es wurde jedoch auch vorgeschlagen, dass die Abholzung in erster Linie auf die Polynesischen Ratten (Rattus exulans) zurückzuführen ist und dass sich die Inselbewohner allmählich an diese Veränderung angepasst haben.
In der Handlung des Films wurden Elemente aus zwei Epochen vermischt: der Ära der Moai und des späteren Vogelmannkults. Wenn der Konflikt zwischen den Langohren und den Kurzohren wirklich existierte, war er bereits lange vor dem Beginn des Vogelmenschenkults beendet.
Der allgemein gebräuchliche Name Rapa Nui ist möglicherweise nicht der ursprüngliche Name der Eingeborenen, sondern Te Pito te Henua (Der Nabel der Welt), eine Formulierung, die im Film verwendet wird, obwohl auch andere Möglichkeiten bestehen.

## Kritiken
„Packendes Drama über die (Selbst-)Zerstörung einer blühenden Kultur und über ein frühes Beispiel ökologischen Raubbaus; die unwirkliche Landschaft kommt in bisweilen atemberaubenden Scope-Bildern zur Geltung. Störend sind die grelle musikalische Untermalung und Hollywood-Klischees in Dramaturgie und Figurenzeichnung.“

„Bildgewaltig setzen Kevin Reynolds und Produzent Kevin Costner Kampf und Untergang der Insulaner in Szene. Die Story bleibt trotzdem etwas zu dünn.“

## Hintergrund
- In den USA ist der Film R-Rated for some tribal violence and sexuality (nur in Begleitung Erwachsener), vermutlich vor allem wegen der archaischen Kleidung der Frauen, diese sind im Film oben ohne zu sehen; in Deutschland wurde er ab 12 Jahren freigegeben.
- Der Film war ein finanzieller Flop und spielte an den US-Kinokassen bei einem Budget von 20 Millionen Dollar lediglich 305.070 Dollar ein.[10]

## Auszeichnungen
1995 gewann der Film den Political Film Society Award für Demokratie.
Demgegenüber wurde der Film von den amerikanischen Filmkritikern Siskel & Ebert in ihrer TV-Show zum schlechtesten Film des Jahres 1994 und von David Elliot in der The San Diego Union-Tribune zu den 12 schlechtesten Filmen des Jahres gekürt.